# 野田村病毒目
野田村病毒目（学名：Nodamuvirales），也称MAG病毒纲，为马贡埼玉病毒纲的一个目。

## 下级分类
本目包括以下科：
- 野田病毒科 Nodaviridae ，野田村病毒科
- 西奈-卤病毒科 Sinhaliviridae